# ويزلي باول
ويزلي باول (بالإنجليزية: Wesley Powell)‏ هو محامي وسياسي أمريكي، ولد في 13 أكتوبر 1915 في بورتسموث في الولايات المتحدة، وتوفي في 6 يناير 1981 في هامبتون فالس في الولايات المتحدة. حزبياً، نشط في الحزب الجمهوري. وقد انتخب حاكم نيو هامبشاير ‏.